# Arhiva de Muzică din Germania

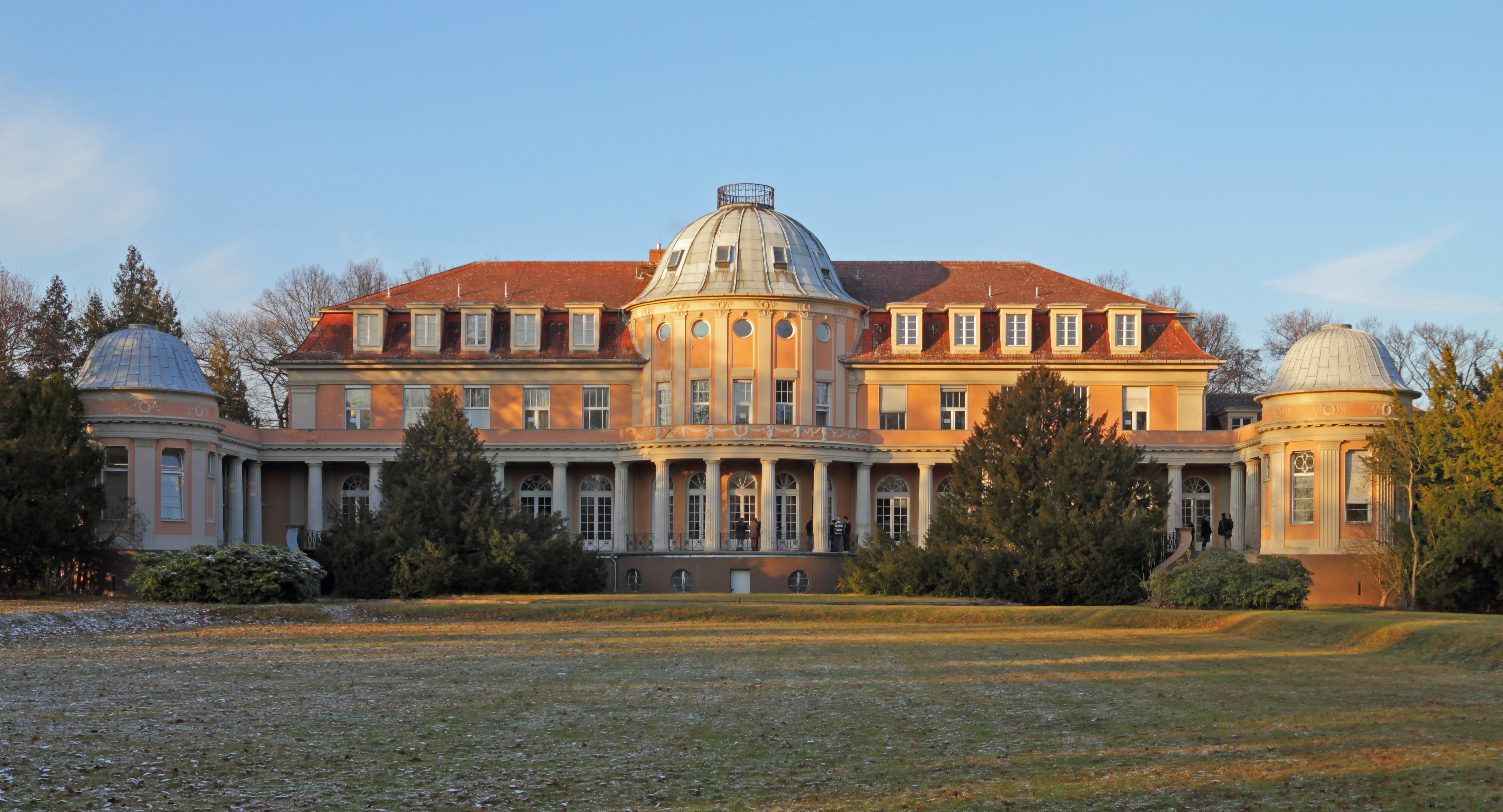

Arhiva de Muzică din Germania (DMA) se află în Berlin, aici fiind arhivate aproape toate compozițiile muzicale din lume. Între anii (1961–1969) a aparținut de Biblioteca germană, iar din anul 1970 a devenit un compartiment separat, având reședința în una din vilele familiei Siemens din Berlin, cartierul Berlin-Lankwitz, ce aparține de Sector Steglitz-Zehlendorf. Pentru extinderea ei, urmează să fie mutată la Leipzig. Toate culegerile muzicale, circa 210.000 exemplare, sunt arhivate aici.